# جيفري ماكدوغال
جيفري ماكدوغال (بالإسبانية: Jeffrey MacDougall)‏ هو رياضي خماسي أرجنتيني، ولد في 16 سبتمبر 1911 في بوينس آيرس في الأرجنتين، وتوفي في 1 ديسمبر 1942.

## وصلات خارجية
- جيفري ماكدوغال على موقع أوليمبيديا (الإنجليزية)